# العواصف الرملية في العراق 2009

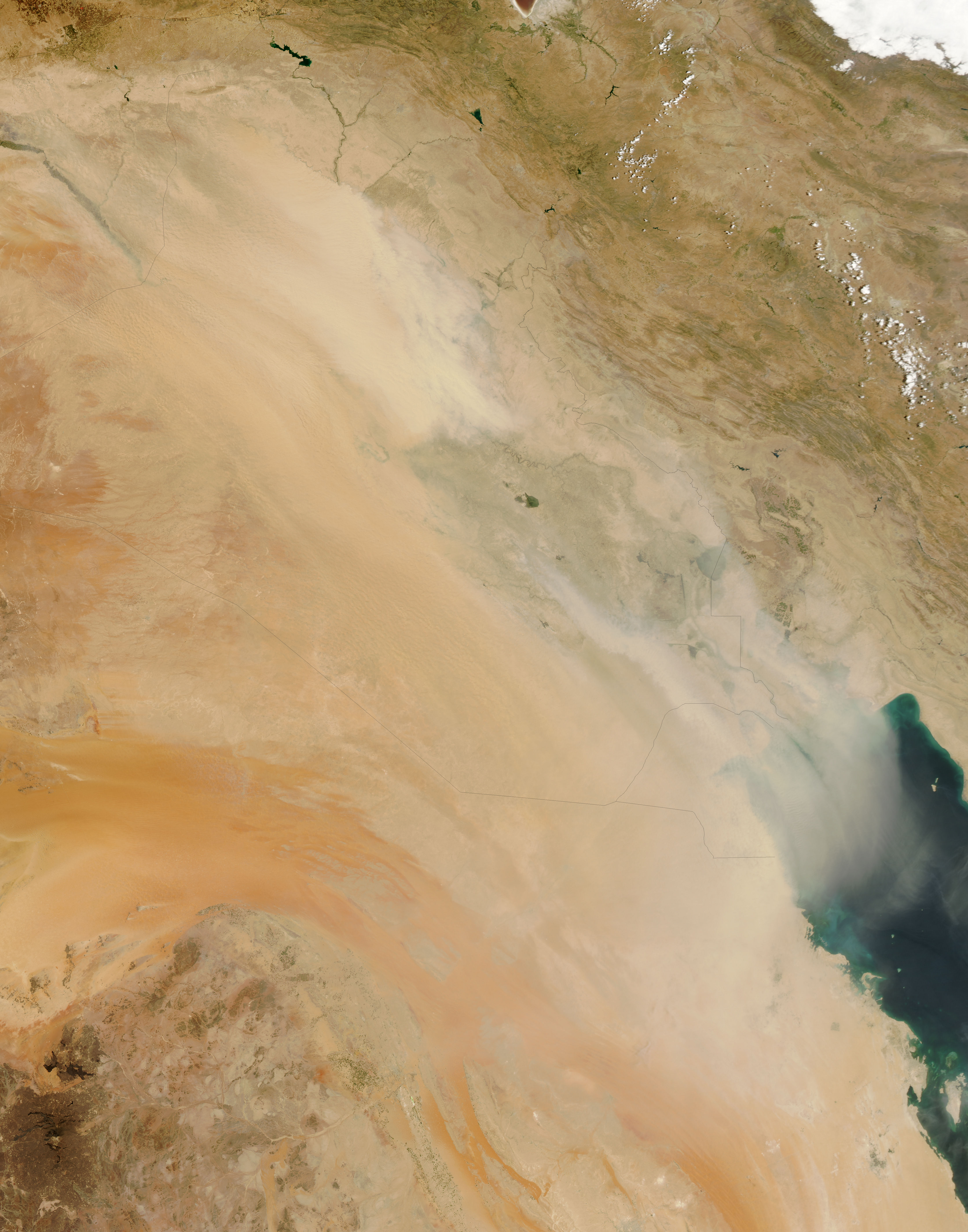
تتضمن هذه الصورة ألوانًا حقيقية، أُلتقطت في ، توضح غبار كثيف يهب باتجاه الجنوب الشرقي فوق السهول الفيضية لنهري دجلة والفرات والخليج العربي. يكون الغبار كثيفًا بدرجة كافية لإخفاء سطح الأرض والأجسام المائية تمامًا.

في عام 2009 ضربت العديد من موجات الغبار التي سببّت رواسب ناعمة في السهول الفيضية لنهري دجلة والفرات وجعلتها مصدرًا وفيرًا للعواصف الترابية في المنطقة.
ضربت كذلك عاصفة رملية أوائل يونيو 2009، في اتجاه عقارب الساعة مرت تلك العاصفة عبر سوريا والعراق والمملكة العربية السعودية مكونةً غيومًا بلون بُني مع مظاهر سطحية داخلية وخارجية غير واضحة.  وكذلك كانت قد اجتاحت عاصفة ترابية شديدة العراق في الفترة الممتدة من 3-5 تموز (يوليو) 2009 وقد وصلت تلك العاصفة إلى إيران. 
ذكر جاسب لطيف وهو مدير العمليات في وزارة الصحة العراقية في 5 يوليو 2009 قائلًا «نحن في حالة تأهب. هذه أسوأ عاصفة ترابية نشهدها في العراق» وصرح كذلك «عدد كبير من الناس يحضرون إلى غرف الطوارئ في المستشفيات، مما يمثل تحديًا لمواردنا».

## مشاكل

### مشاكل سياسية
أجبرت هذه العاصفة الرملية جو بايدن نائب الرئيس الأمريكي الذي كان في زيارة للعراق على إلغاء رحلته الجوية إلى كردستان كما أثرت في جدول اجتماعاته في بغداد.

### إصابات بشرية
يسعى مئات العراقيين للحصول على العلاج بسبب واحدة من أسوأ العواصف الرملية وسببت اختناقات كبيرة وقد لعب النقص المزمن في الكهرباء دورًا أيضًا.

### جدل بيئي
زاد الجدل حدوث العواصف الترابية بشكل كبير في العقد الماضي وهو يتزايد باستمرار. أحداث العواصف الرملية والترابية إما إقليمية أو محلية. الأول وتمتد بإتجاهات مُختلفة.فالخبراء يقولون إن معدل هذه العواصف ازداد بشكل كبير في السنوات الأخيرة، الأمر الذي أصبح يهدد مصادر الغذاء في العراق.

## المصدر
1. ↑  "Dust Storm over Iraq". earthobservatory.nasa.gov (بالإنجليزية). 2 Aug 2009. Archived from the original on 2021-06-10. Retrieved 2022-05-22.
2. ↑  "Dust Storm over Iraq". earthobservatory.nasa.gov (بالإنجليزية). 7 Jul 2009. Archived from the original on 2023-03-21. Retrieved 2022-06-01.
3. ↑  "Dust Storm in the Middle East (as of 5 Jun 2009) - Iraq | ReliefWeb". reliefweb.int (بالإنجليزية). Archived from the original on 2017-10-20. Retrieved 2022-05-22.
4. ↑  "ijsrp-p4894.pdf" (PDF). ijsrp.org. مؤرشف من الأصل (PDF) في 2016-08-06. اطلع عليه بتاريخ 2022-5-22.
5. ↑  "Sandstorm blankets Iraq, sends hundreds to hospital". Reuters (بالإنجليزية). 5 Jul 2009. Archived from the original on 2022-01-22. Retrieved 2022-05-22.
6. ↑  "Iraq in throes of environmental catastrophe, experts say". Los Angeles Times (بالإنجليزية الأمريكية). 30 Jul 2009. Archived from the original on 2022-03-13. Retrieved 2022-05-22.
7. ↑  Sissakian، Varoujan K.؛ Al-Ansari، Nadhir؛ Knutsson، Sven (2013). "Sand and dust storm events in Iraq". Natural Science. ج. 05 ع. 10: 1084–1094. DOI:10.4236/ns.2013.510133. ISSN:2150-4091. مؤرشف من الأصل في 2022-01-20.{{استشهاد بدورية محكمة}}:  صيانة الاستشهاد: دوي مجاني غير معلم (link)
8. ↑  "التصحر خطر يهدد العراق بسبب العواصف الرملية". جريدة البشاير. مؤرشف من الأصل في 2023-10-02. اطلع عليه بتاريخ 2022-05-22.